# Lucien Febvre
Lucien Febvre (Nancy, 22 luglio 1878 – Saint-Amour, 26 settembre 1956) è stato uno storico francese, conosciuto soprattutto per il suo ruolo nella fondazione della Scuola delle Annales.

## Biografia
Lucien Febvre entrò nel 1897 nella École normale supérieure e conseguì il dottorato in storia nel 1911 dopo aver scritto una tesi su Filippo II e la Franca Contea, il cui titolo maschera l'importante contributo alla storia sociale e culturale oltre che a quella politica. Durante i suoi studi venne fortemente influenzato, nei seminari che si tenevano al posto delle lezioni più cattedratiche (permessi dal piccolo ed elitario numero di studenti), da vari intellettuali: il geografo Paul Vidal de la Blache, il filosofo-antropologo Lucien Lévy-Bruhl (che lavorò molto sul pensiero pre-logico), lo storico dell'arte Emile Mâle e il linguista Antoine Meillet (allievo di Durkheim). Poco tempo dopo ottenne una cattedra all'Università di Digione.
Combatté nella Grande Guerra ed ottenne una cattedra all'Università di Strasburgo nel 1919, quando l'Alsazia ritornò alla Francia. Negli anni successivi Strasburgo era quindi un'università nuova, e l'ambiente favoriva l'innovazione intellettuale, e facilitava lo scambio delle idee attraverso lo scambio le frontiere disciplinari. Quando, nel 1920, Febvre incontrò Marc Bloch, la loro conoscenza si sviluppò rapidamente in amicizia (i loro uffici erano contigui e le porte rimanevano aperte). Gli stimoli però non provenivano solo da loro, ma anche da una serie di altri grandi pensatori, delle più disparate discipline, come lo psicologo sociale Charles Blondel o il sociologo Maurice Halbwachs. Per quanto il periodo strasburghese durò soltanto tredici anni, dal 1920 al 1933, fu di fondamentale importanza e formazione per il movimento delle Annales.
Nel 1929 Febvre e Bloch fondarono la rivista Annales d'histoire économique et sociale (riprendendo un progetto fallito, per una rivista di storia economica, che lo stesso Febvre aveva cercato di intraprendere con Henri Pirenne), dalla quale prese il nome la cosiddetta "scuola delle Annales" con il suo modo nuovo e innovativo di interpretare la storiografia, la cosiddetta nouvelle histoire. Avanzarono subito la loro candidatura alla leadership intellettuale nel campo della storia economica e sociale, cercando di diffondere gli appelli ad un nuovo approccio interdisciplinare (nel comitato redazionale figuravano molti non storici). Nel 1933 Febvre ottenne una cattedra al prestigioso Collège de France, anche grazie al successo datogli proprio dalle Annales. 
Tra gli anni trenta e i primi anni quaranta pubblicò svariati studi e, con lo scoppio della seconda guerra mondiale, chiese all'occupante di far riapparire gli "Annales" nella zona occupata, nonostante l'opposizione del condirettore Marc Bloch. L'autorizzazione a riapparire sotto un altro titolo fu concessa: lo stesso Bloch (rimosso dal comitato editoriale ai sensi dello Statut des juifs) vi pubblicò sotto pseudonimo e Febvre ricevette persino, nel 1942, una dichiarazione di sostegno del ministro collaborazionista Abel Bonnard.
Fu Febvre a guidare le Annales nel periodo del dopoguerra, data la morte, nel giugno 1944, di Bloch, che nel mentre era entrato nella Resistenza all'occupazione nazista, venendo però catturato e fucilato. Con Fernand Braudel, suo allievo, fondò nel 1947 la VI Sezione dell'École pratique des hautes études.
Morì nel 1956.
Lo storico Alessandro Barbero riporta una sua massima che bene sintetizza il fine della sua ricerca: "L'uomo non ricorda nulla... ma ricostruisce di continuo".

## Opere
- Filippo II e la Franca Contea. La lotta fra nobiltà e borghesia nell'Europa del Cinquecento (Philippe II et la Franche-Comté. Étude d'histoire politique, religieuse et sociale, Flammarion, Paris, 1911), Introduzione di Angelo Torre, presentazione di Fernand Braudel, trad. Anna Marietti Solmi e Corrado Vivanti, Collana Biblioteca di cultura storica n.138, Einaudi, Torino, 1979, ISBN 978-88-061-7962-5.
- Notes et documents sur la Réforme et l'Inquisition en Franche-Comté, Paris, 1911, pp.336.
- Histoire de la Franche-Comté, Paris, Boivin, 1912, pp.260.
- La terra e l'evoluzione umana. Introduzione geografica alla storia (La Terre et l'évolution humaine, 1922), trad. di Corrado Vivanti e Anna Maria Damiani, Prefazione di Franco Farinelli, Collana Piccola Biblioteca n.402, Einaudi, Torino, 1980, ISBN 978-88-065-0641-4.
- Martin Lutero (Un destin: Martin Luther, 1928), trad. Giorgio Zampa, Barbèra, Firenze, 1949; Collana Biblioteca Universale, Laterza, Bari, 1ª ed. 1969: in Storia e Società, Laterza, Roma-Bari, 1982.
- Civilisation. Évolution d'un mot et d'un groupe d'idées, Paris, Renaissance du livre, 1930, pp.56.
- Il Reno. Storia, miti, realtà (Le Rhin. Problèmes d'histoire et d'économie, 1935), trad. di Adelina Galeotti, nuova ediz. a cura di Peter Schlotter, Collana Saggi.Storia e scienze sociali, Roma, Donzelli, 1998, ISBN 88-7989-431-5.
- Il problema dell'incredulità nel secolo XVI. La religione di Rabelais (Le problème de l’incroyance au xvie siècle. La religion de Rabelais, 1942), trad. Luca Curti e Clara Castelli, Prefazione a cura di Aron Jakovlevic, Collana Paperbacks n.89, Einaudi, Torino, 1978, ISBN 978-88-063-5949-2.
- Origène et Des Périers ou l'énigme du Cymbalum Mundi, Paris-Genève, Droz, 1942, pp.144.
- Amor sacro, amor profano. Margherita di Navarra, un caso di psicologia nel '500 (Autour de l'Heptaméron. Amour sacré, amour profane, 1944), Collana Universale Il Portolano n.2, Cappelli, Bologna, 1980.
- Les Classiques de la liberté : Michelet, Lausanne, Traits, 1946, pp.162.
- Combats pour l'histoire, Paris, Armand Colin, 1952, pp.456.
- Au cœur religieux du xvie siècle, Paris, SEVPEN, 1957, pp.359.
- L. Febvre - Henri-Jean Martin, La nascita del libro (L’Apparition du livre, 1958), Roma-Bari, Laterza, 1977; Collana Biblioteca Universale n.154, Laterza, Bari, 1988; Collana Biblioteca Storica, Laterza, Roma, 2011, ISBN 978-88-420-9529-3.
- Pour une histoire à part entière, Paris, SEVPEN, 1962, pp.860.
- Onore e patria (Honneur et patrie, Texte établi, présenté et annoté par Thérèse Charmasson et Brigitte Mazon, 1996), Prefazione all'edizione italiana di Carmine Donzelli, Collana Saggi.Storia e scienze sociali, Donzelli, Roma, 1997, ISBN 88-7989-335-1.
- Studi su Riforma e Rinascimento e altri scritti su problemi di metodo e di geografia storica, trad. di Corrado Vivanti, Prefazione di Delio Cantimori, Collana Biblioteca di cultura storica n.86, Einaudi, Torino, 1966; Collana Reprints, 2 voll., Einaudi, Torino, 1976.
- Problemi di metodo storico, trad. Corrado Vivanti, Collana Reprints, Torino, Einaudi, 1976; Collana Piccola Biblioteca, Einaudi, 1992, ISBN 978-88-061-2881-4.
- De la « Revue de synthèse » aux « Annales ». Lettres à Henri Berr, 1911-1954, edizione a cura di Jacqueline Pluet e Gilles Candar, Paris, Fayard, 1997.
- L'Europa. Storia di una civiltà. Corso tenuto al Collège de France nell'anno accademico 1944-1945, trad. A. Galeotti, Collana Saggi.Storia e scienze sociali, Donzelli, Roma, 1999, ISBN 88-7989-505-2; Collana Universale Economica. Storia, Feltrinelli, Milano, 2014, ISBN 978-88-07-88366-8.
- Lavoro e storia. Scritti e lezioni (1909-1948), A cura di Fabrizio Loreto, Collana Saggine n.330, Roma, Donzelli, 2020, ISBN 978-88-552-2031-6.